# 笠井修
笠井 修（かさい おさむ、1957年 - ）は、日本の民法学者。筑波大学社会科学系教授を経て、中央大学大学院法務研究科教授。元司法試験考査委員。

## 人物・経歴
長野県生まれ。1979年3月、中央大学法学部法律学科を卒業。1981年4月、一橋大学大学院法学研究科に進学し、1986年3月に博士後期課程を単位取得退学。2002年、一橋大学より博士（法学）の学位を取得。
1992年4月、帝京大学法学部助教授に就任。1993年7月から1995年1月まで、アレクサンダー・フォン・フンボルト財団研究員を務める。1995年4月、成城大学法学部助教授に転任。1999年4月、成城大学法学部教授に昇任。同年4月から2000年7月まで、コーネル大学ロー・スクール客員研究員を務める。
2002年4月、筑波大学社会科学系教授に就任。2004年4月、中央大学大学院法務研究科教授に転任。2021年、法務省司法試験考査委員。

## 著作
- 『保証責任と契約法理論』（弘文堂） 1999年
- 『現代アメリカ契約法』（ロバート・A・ヒルマンと共編著、弘文堂） 2000年10月
- 『はじめての契約法』（[他]著、有斐閣） 2003年12月
- 『債権各論 1』（弘文堂、弘文堂nomika 4-1） 2008年12月
- 『建設請負契約のリスクと帰責』（日本評論社） 2009年11月
- 『保証責任と契約法理論 オンデマンド版』（弘文堂） 2015年1月
- 『契約責任の多元的制御』（勁草書房） 2017年12月
- 『建設工事契約法』（有斐閣） 2023年1月

### 共著
- 『民法学の新たな展開 : 高島平蔵教授古稀記念』（田山輝明[他]編、成文堂） 1993年3月（分担執筆）
- 『専門家の責任』（川井健編、日本評論社） 1993年12月（分担執筆）
- 『ドイツ債務法改正委員会草案の研究』（下森定, 岡孝編、法政大学現代法研究所、法政大学現代法研究所叢書15） 1996年6月（分担執筆）
- 『ヨーロッパ債務法の変遷』（ペーター・シュレヒトリーム編、石崎泰雄共訳、信山社、学術選書 法律学編 ドイツ民法） 2007年3月
- 『取引法の変容と新たな展開 : 川井健先生傘寿記念論文集』（川井健先生傘寿記念論文集刊行委員会編 、日本評論社） 2007年7月（分担執筆）
- 『民事司法の法理と政策 : 小島武司先生古稀祝賀 下巻』（伊藤眞, 大村雅彦, 春日偉知郎, 加藤新太郎, 松本博之, 森勇編、商事法務） 2008年8月（分担執筆）
- 『要件事実・事実認定論と基礎法学の新たな展開 : 伊藤滋夫先生喜寿記念』（河上正二, 高橋宏志, 山崎敏彦, 山本和彦, 北秀昭, 難波孝一編、青林書院） 2009年2月（分担執筆）
- 『スポーツ法への招待』（道垣内正人, 早川吉尚編著、ミネルヴァ書房） 2011年4月（分担執筆）
- 『私権の創設とその展開 : 内池慶四郎先生追悼論文集』（森征一, 池田真朗編、慶應義塾大学出版会） 2013年10月（分担執筆）
- 『債権法改正に関する比較法的検討 : 日独法の視点から : 独日法律家協会・日本比較法研究所シンポジウム記録集』（只木誠, ハラルド・バウム編、中央大学出版部、日本比較法研究所研究叢書 96） 2014年6月（分担執筆）
- 『アメリカ法への招待』（E・アラン・ファーンズワース著、スティーブ・シェパード編、髙山佳奈子共訳、勁草書房） 2014年2月
- 『担保物権法』（白石大, 鳥山泰志共著、日本評論社、日評ベーシック・シリーズ） 2015年4月
  - 『担保物権法』第2版（白石大, 鳥山泰志共著、日本評論社、日評ベーシック・シリーズ） 2019年4月
- 『リーガル・リサーチ＆リポート』（原田昌和, 秋山靖浩共著、有斐閣） 2015年2月
  - 『リーガル・リサーチ&リポート』第2版（原田昌和, 秋山靖浩共著、有斐閣） 2019年12月
- 『著作権法と民法の現代的課題 : 半田正夫先生古稀記念論集』（森泉章[他]編、法学書院） 2003年3月（分担執筆）
- 『はじめての契約法』第2版（鹿野菜穂子, 滝沢昌彦, 野澤正充共著、有斐閣） 2006年3月
- 『福祉契約と利用者の権利擁護』（新井誠, 秋元美世, 本沢巳代子編著、日本加除出版） 2006年3月（分担執筆）
- 『民法 2』第2版（石田剛, 武川幸嗣, 占部洋之, 秋山靖浩共著、有斐閣、LEGAL QUEST） 2017年12月
  - 『民法 2』第3版（石田剛, 武川幸嗣, 占部洋之, 秋山靖浩共著、有斐閣、LEGAL QUEST） 2019年11月
  - 『民法 2』第4版（石田剛, 武川幸嗣, 占部洋之, 秋山靖浩共著、有斐閣、LEGAL QUEST） 2022年3月
- 『民法 5』（山本豊, 北居功共著、有斐閣、有斐閣アルマ. Specialized） 2018年4月
- 『比較民法学の将来像 : 岡孝先生古稀記念論文集』（沖野眞已, 銭偉栄共編、勁草書房） 2020年1月（分担執筆）
- 『民法 3』第3版（平野裕之, 古積健三郎共著、有斐閣、有斐閣アルマ. Specialized） 2020年12月
- 『民法 Visual Materials』第3版（池田真朗編著、石田剛, 田髙寛貴, 北居功, 曽野裕夫, 小池泰, 本山敦共著、有斐閣） 2021年3月
- 『Before/After民法改正 : 2017年債権法改正』第2版（潮見佳男, 北居功, 高須順一, 赫高規, 中込一洋, 松岡久和編著、弘文堂） 2021年10月（分担執筆）
- 『社会の多様化と私法の展開 : 小野秀誠先生古稀記念論文集』（滝沢昌彦, 中村肇, 中川敏宏, 田中謙一, 山本弘明編、法律文化社） 2024年2月（分担執筆）

### 編著
- 『現代アメリカ契約法』（ロバート・A・ヒルマン共編、弘文堂） 2000年10月
- 『比較民法学の将来像 : 岡孝先生古稀記念論文集』（沖野眞已, 銭偉栄共編、勁草書房） 2020年1月

## 翻訳
- 『民法学の新たな展開 : 高島平蔵教授古稀記念』（田山輝明[他]編、成文堂） 1993年3月（分担執筆）
- 『ドイツ債務法改正委員会草案の研究』（下森定, 岡孝編、法政大学現代法研究所、法政大学現代法研究所叢書 15) 1996年6月（分担執筆）
- 『ヨーロッパ債務法の変遷 』（ペーター・シュレヒトリーム編、石崎泰雄共訳、信山社、学術選書 法律学編 ドイツ民法） 2007年3月
- 『アメリカ法への招待』（E・アラン・ファーンズワース著、スティーブ・シェパード編、髙山佳奈子共訳、勁草書房） 2014年2月